# La Terrisse

La Terrisse este o comună în departamentul Aveyron din sudul Franței. În 1 ianuarie 2018 avea o populație de 145 de locuitori.